# 270toWin
270toWinは、無党派主義アメリカの政治に関するウェブサイトである。アメリカ合衆国大統領選挙の当選者の予測を行ったり、ユーザーがオリジナルの選挙マップを作成できるようにするサービスを提供している。また、アメリカ合衆国大統領選挙の州ごとの選挙結果を、国の歴史を通して追跡する機能も提供している。
ウェブサイトには、選挙や政治のシステムに関する有用な情報も掲載されている。たとえば、1789年まで遡る選挙人の投票結果、専門家による予測、投票結果、州別のトレンド（州時代に遡る）、投票データ、選挙期間中のライブアップデート、その他には選出された代表者の郵便番号による検索などの役に立つ情報を提供している。
ウェブサイトは、学校で選挙人団のしくみについて教えるためにも利用されている。